# Јездина
Јездина је насеље у Србији у општини Чачак у Моравичком округу. Према попису из 2022. било је 190 становника.
Овде се налазила Болница ЈВуО у селу Јездина током 1943-1944.

Овде се налазе Запис орах стари код моста (Јездина), Запис орах млади код моста (Јездина), Запис крст код моста (Јездина) и Запис шљива код школе - Јездина (Чачак).

## Демографија
У насељу Јездина живи 219 пунолетних становника, а просечна старост становништва износи 43,5 година (41,3 код мушкараца и 45,8 код жена). У насељу има 99 домаћинстава, а просечан број чланова по домаћинству је 2,70.
Ово насеље је великим делом насељено Србима (према попису из 2002. године), а у последња три пописа, примећен је пад у броју становника. Најстарије породице из овог села су: Карјанковићи, Симеуновићи, Бојовићи, Радојковићи и Јосиповићи. Породицa Карјанковић је ишчезлa, док данас у Јездини постоји једна кућа Јосиповића, једна Бојовића, једна Симеуновића и четири куће Радојковића. Радојковићи су се населили у Јездину крајем 18. или на самом почетку 19. века. Први се населио Радојко Радојковић који је учествовао у Првом српском устанку где стиче титулу Војводе. Он гине 1815. у бици на Виловима.
|  |

| Демографија | Демографија | Демографија |
| Година      | Становника  | Становника  |
| ----------- | ----------- | ----------- |
| 1948.       | 274         |             |
| 1953.       | 277         |             |
| 1961.       | 258         |             |
| 1971.       | 279         |             |
| 1981.       | 311         |             |
| 1991.       | 295         | 294         |
| 2002.       | 267         | 269         |
| 2011.       | 246         |             |

| Етнички састав према попису из 2002.‍ | Етнички састав према попису из 2002.‍ | Етнички састав према попису из 2002.‍ | Етнички састав према попису из 2002.‍ | Етнички састав према попису из 2002.‍ |
| ------------------------------------ | ------------------------------------ | ------------------------------------ | ------------------------------------ | ------------------------------------ |
|                                      |                                      |                                      |                                      |                                      |
| Срби                                 | Срби                                 |                                      | 266                                  | 99,62%                               |
| непознато                            | непознато                            |                                      | 1                                    | 0,37%                                |

| Година пописа     | 1948. | 1953. | 1961. | 1971. | 1981. | 1991. | 2002. |
| ----------------- | ----- | ----- | ----- | ----- | ----- | ----- | ----- |
| Број домаћинстава | 53    | 62    | 69    | 83    | 112   | 103   | 99    |

| Број чланова      | 1  | 2  | 3  | 4  | 5 | 6 | 7 | 8 | 9 | 10 и више | Просек |
| ----------------- | -- | -- | -- | -- | - | - | - | - | - | --------- | ------ |
| Број домаћинстава | 27 | 27 | 13 | 21 | 8 | 1 | 1 | 0 | 0 | 1         | 2,70   |

| Пол    | Укупно | Неожењен/Неудата | Ожењен/Удата | Удовац/Удовица | Разведен/Разведена | Непознато |
| ------ | ------ | ---------------- | ------------ | -------------- | ------------------ | --------- |
| Мушки  | 114    | 35               | 67           | 8              | 4                  | 0         |
| Женски | 112    | 15               | 67           | 25             | 5                  | 0         |
| УКУПНО | 226    | 50               | 134          | 33             | 9                  | 0         |

| Пол    | Укупно                    | Пољопривреда, лов и шумарство | Рибарство                            | Вађење руде и камена | Прерађивачка индустрија       |
| ------ | ------------------------- | ----------------------------- | ------------------------------------ | -------------------- | ----------------------------- |
| Мушки  | 38                        | 4                             | 0                                    | 1                    | 14                            |
| Женски | 22                        | 2                             | 0                                    | 0                    | 6                             |
| УКУПНО | 60                        | 6                             | 0                                    | 1                    | 20                            |
| Пол    | Производња и снабдевање   | Грађевинарство                | Трговина                             | Хотели и ресторани   | Саобраћај, складиштење и везе |
| Мушки  | 3                         | 3                             | 5                                    | 0                    | 2                             |
| Женски | 0                         | 0                             | 7                                    | 0                    | 0                             |
| УКУПНО | 3                         | 3                             | 12                                   | 0                    | 2                             |
| Пол    | Финансијско посредовање   | Некретнине                    | Државна управа и одбрана             | Образовање           | Здравствени и социјални рад   |
| Мушки  | 0                         | 2                             | 1                                    | 1                    | 2                             |
| Женски | 1                         | 2                             | 0                                    | 0                    | 3                             |
| УКУПНО | 1                         | 4                             | 1                                    | 1                    | 5                             |
| Пол    | Остале услужне активности | Приватна домаћинства          | Екстериторијалне организације и тела | Непознато            | Непознато                     |
| Мушки  | 0                         | 0                             | 0                                    | 0                    | 0                             |
| Женски | 1                         | 0                             | 0                                    | 0                    | 0                             |
| УКУПНО | 1                         | 0                             | 0                                    | 0                    | 0                             |

## Знамените личности
- Предраг Вуковић Вукас, српски композитор